# サンビシ
株式会社サンビシ (SANBISHI CO.,LTD.) は、愛知県豊川市篠束町若宮53に本社を置く中堅クラスの調味料メーカーである。経営破綻したサンビシ株式会社から営業を譲り受けている。

## 旧法人概要
本社所在地は、愛知県豊川市篠束町若宮53。2005年（平成17年）3月期の売上高は約44億6,300万円、純利益は約2.3億円。資本金は3億9,200万円。従業員数は95名。同・豊川市に醤油工場を、豊橋市に味噌（きんざんじ、もろきゅう）工場を持つ。
醤油及びつゆ、たれ、ドレッシング等の製造・販売を主に行っている。「食品添加物無添加 純生しょうゆ」や「サンビシ うす塩しょうゆ金ラベル」、「味サンビシ金ラベル」が特に有名。

## 沿革

### 旧法人・サンビシ株式会社

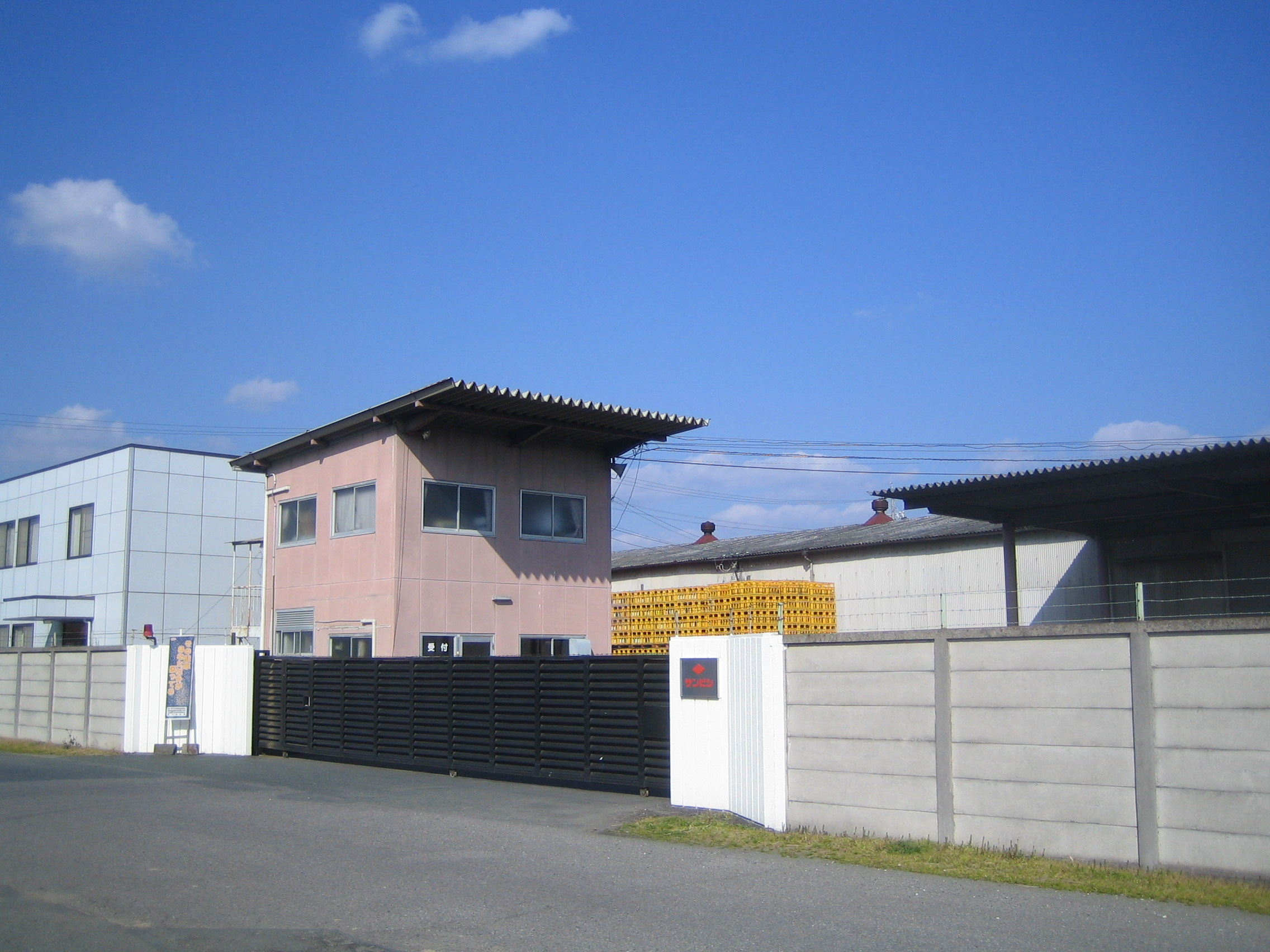
旧法人のサンビシ株式会社 本社 （愛知県豊川市）

1896年（明治29年）12月に三河醤油合資会社として創業。その後、1920年（大正9年）5月に組織変更し三河醤油株式会社に、1961年（昭和36年）11月に商号変更しサンビシ株式会社となる。1962年（昭和37年）7月、名古屋証券取引所2部上場。2000年（平成12年）にISO 9001を認定取得。中京広域圏や北陸地区のテレビ放送では同社のCMがよく流れ、業績は順風満帆であるかに見えた。
しかしその後、孫会社であるサンビシエイ・エム・エスでのデリバティブ取引の失敗により多額の損失が生じる。その結果、子会社のサンビシ商事に対する債権が回収不能となったため債務超過に陥り、2005年（平成17年）10月28日に民事再生法手続を申請した。そして、2006年（平成18年）4月1日を以て、すき家等を経営するゼンショーの子会社である（株）サンビシに醤油製造業他を営業譲渡し、事業は（株）サンビシとして継続されている。サンビシ（株）自体は清算手続中。
2007年（平成19年）1月17日に、粉飾決算を行ったとして、前社長と元常務が証券取引法違反容疑で逮捕された。

### 新法人・株式会社サンビシ
外食チェーン「すき家」を運営する株式会社ゼンショーの子会社・株式会社ユーディーフーズとして設立。2006年（平成18年）2月15日に、社名（商号）を株式会社サンビシに変更。2006年（平成18年）4月1日にサンビシ株式会社から食品事業と住宅事業を譲り受けている。

## 過去の提供番組
- 笑っていいとも!（東海テレビ） ‐ 金曜のみ、中京ローカル。
- どんぐり音楽会（CBCテレビ）
- 天気予報（CBCテレビ） ‐ 「三、三、サンビシ、三拍子…」で始まるCMソングと、動物が登場する影絵風のアニメーションで構成された5分もの。
- CBCニュースワイド（CBCテレビ）

※ 1980年代の一時期には、東海テレビにおける21時の時報のスポンサーにもなっていた。

## 過去のCMキャラクター
- 藤田まこと
- 今いくよ・くるよ
- 石橋エータロー
- レツゴー三匹
- 大和田獏
- 役所広司